# Суверенисти
Суверенисти су десничарско-популистичка политичка коалиција у Србији. Првобитно формирана као договор политичких странака Доста је било (ДЈБ) и Здрава Србија (ЗС), у јануару 2022. трансформисана је у политичку коалицију. Предвиђено је да учествује на општим изборима 2022. са Бранком Стаменковић као председничким кандидатом.

## Историја

### Оснивање и почетак
На конференцији за новинаре 30. новембра 2021. Саша Радуловић, вођа политичке странке Доста је било (ДЈБ), најавио је формирање „Суверениста”, првобитно као политички договор ДЈБ и Здраве Србије (ЗС). ДЈБ је раније користио име „Суверенисти”, укључујући и на парламентарним изборима 2020. године. Споразум је углавном формиран како би се смањила потенцијална изборна крађа за уставни референдум у јануару 2022. потписивањем изборних контролора. Милан Стаматовић је навео да ће један од приоритета Суверениста бити заштита националних интереса. ДЈБ је тврдио да је уставни референдум оркестриран вољом Европске уније и Џорџа Сороса. Странка је позвала и друге опозиционе странке да учествују у кампањи, изјављујући да се противе уставним променама. У децембру је споразум добио и подршку антиваксерских активиста Јоване Стојковић и Чедомира Антића, док је Радуловић навео да би странке потписнице могле да учествују на општим изборима у заједничкој коалицији.
После уставног референдума у јануару 2022. године, Суверенисти су тврдили да је 600.000 гласова фалсификовано и да неће признати резултате референдума. Уложена је жалба Републичкој изборној комисији (РИК), иако је на крају одбијена. Неки од њених чланова учествовали су у протесту који је одржан дан након референдума.

### Избори 2022.
Крајем јануара коалиција је финализована, а Радуловић је најавио заједничко учешће на општим изборима. Њихову посланичку листу објавио је РИК 23. фебруара. Пет дана касније Суверенисти су прогласили Бранку Стаменковић за свог председничког кандидата. Од тада, Суверенисти воде кампању по градовима широм Србије.

## Политичке позиције
Од свог настанка, коалиција је одбацила поделу на десницу и левицу, уместо тога тврдећи да је модерна подела између глобалиста и суверениста. Коалиција је такође истакла своје евроскептичне ставове и противљење обавезној вакцинацији. Њени представници су такође изјавили да се противе НАТО-у и изјавили да „Србија не сме да уведе санкције Русији”. Коалиција је такође изразила подршку имплементацији блокчејн технологије, као и да подржава бесплатне уџбенике за обданишта и основне школе. Стаматовић је прокоментарисао да би пољопривредници требало да добију већу помоћ од владе. Војин Биљић је навео да ће Суверенисти обезбедити транспарентност. Председничка кандидаткиња Стаменковић је у интервјуу изјавила да подржава увођење војне обавезе.

## Чланице
| Назив | Назив                 | Вођа             | Главна идеологија          | Политичка позиција |
| ----- | --------------------- | ---------------- | -------------------------- | ------------------ |
|       | Доста је било (ДЈБ)   | Саша Радуловић   | десничарски популизам      | десница            |
|       | Здрава Србија (ЗС)    | Милан Стаматовић | национални конзервативизам | десница            |
|       | Живим за Србију (ЖЗС) | Јована Стојковић | антивакцинација            | крајња десница     |

## Резултати на изборима

### Парламентарни избори
| Година | Вођа           | Вођа    | # гласова | % од важећих | # посланика | Промена посланика | Влада |
| Година | Име            | Странка | # гласова | % од важећих | # посланика | Промена посланика | Влада |
| ------ | -------------- | ------- | --------- | ------------ | ----------- | ----------------- | ----- |
| 2022.  | Саша Радуловић | ДЈБ     |           |              | 0 / 250     |                   |       |

### Председнички избори
| Година | Кандидат           | Кандидат | # | 1. круг — гласови | % од важећих | # | 2. круг — гласови | % од важећих |
| Година | Име                | Странка  | # | 1. круг — гласови | % од важећих | # | 2. круг — гласови | % од важећих |
| ------ | ------------------ | -------- | - | ----------------- | ------------ | - | ----------------- | ------------ |
| 2022   | Бранка Стаменковић | ДЈБ      |   |                   |              |   |                   |              |

### Избори за одборнике Скупштине града Београда
| Година | Вођа        | Вођа    | # гласова | % од важећих | # посланика | Промена посланика | Влада |
| Година | Име         | Странка | # гласова | % од важећих | # посланика | Промена посланика | Влада |
| ------ | ----------- | ------- | --------- | ------------ | ----------- | ----------------- | ----- |
| 2022.  | Војин Биљић | ДЈБ     |           |              | 0 / 110     |                   |       |